# Терера бліда
Тере́ра бліда (Spizocorys starki) — вид горобцеподібних птахів родини жайворонкових (Alaudidae). Мешкає в Південній Африці. Вид названий на честь англійського натураліста Артура Старка.

## Опис
Довжина птаха становить 14 см, з яких від 4,3 до 4,8 см припадає на хвіст, вага 15,5-22,5 г. Довжина дзьоба становить 1,32-1,45 см. Виду не притаманний статевий диморфізм. Верхня частина голови і верхня частина тіла рудувато-коричневі, поцятковані темними смужками. На голові невеликий чуб, який може ставати дибки. Верхні покривні пера хвоста рудувато-коричневі з рожевуватим відтінком. Шия рудувато-коричнева. Навколо очей білі кільця, над очима білі "брови". Підборіддя і горло білуваті, груди коричнюваті, поцятковані темно-коричневими смужками, нижня частина грудей білувата. Живіт і нижні покривні пера хвоста білуваті. Махові пера коричневі з охристими смужками, стернові пера коричневі, крайні стернові пера мають білі края, центральні стернові пера світло-коричневі з рудувато-коричневими краями. Очі карі. Дзьоб білуватий або роговий, на кінці темний.

## Поширення і екологія
Бліді терери мешкають на південному заході Анголи, в Намібії, на південному заході Ботсвани та на північному заході Південно-Африканської Республіки. Вони живуть в кам'янистих напівпустелях і пустелях, подекуди порослих трвою і чагарниками. Живляться насінням і комахами. Сезон розмноження триває х березня по травень. Бліді терери, як і більшість жайворонків, розміщують гніздо на землі. В кладці 2-3 яйця. Інкубаційний період триває 11 днів, кладку насиджують і самиці, і самці.